# Zandenbos

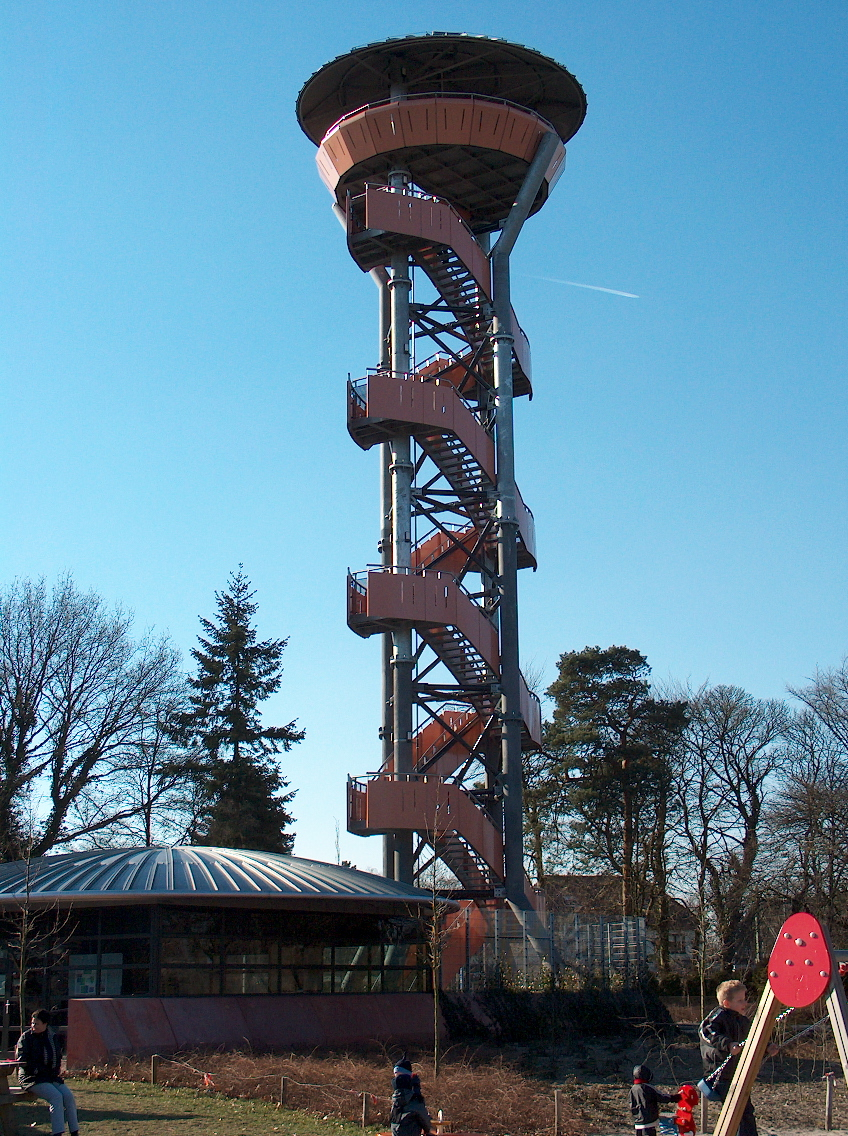
Uitzichttoren bij Veluwe transferium

Het Zandenbos is een bos op de Veluwe tussen Vierhouten en Nunspeet. Een groot deel van het Zandenbos maakt deel uit van Boswachterij Nunspeet van Staatsbosbeheer. Bij Nunspeet wordt het bos doorsneden door Rijksweg 28. 

## Geschiedenis
Het Zandenbos ligt op relatief schrale stuifzandheuvels. Een deel van het gebied werd in 1881 aangekocht door de familie Van Petersom Ramring die het liet beplanten met vooral grove den. In 1938 werd dit gebied geschonken aan de gemeente onder voorwaarde dat het een publiek wandel en natuurreservaat zou blijven. Een jaar later verkocht de gemeente het onder die condities aan Staatsbosbeheer. Een ander deel van het huidige Zandenbos vormde vanaf 1906 het landgoed dat behoorde bij het Ronde Huis. Rond de vennen op dit landgoed kwam een parkachtige aanleg met veel rododendron. Er ontstond een gevarieerd terrein met verschillende biotopen zoals loof- en naaldbos, vennen, heide en kleine zandvlakten.

## Vennen
In het Zandenbos liggen verschillende vennen, waaronder de 'Waschkolk', de Mythstee en de vennen bij het voormalige Ronde Huis. De vennen bij de Mythstee en het Ronde Huis waren lang heideplassen tot ze rond 1920 werden omgevormd tot landschappelijke vijvers. Ze kennen een eigen grondwaterpeil dat tot 8 meter hoger is dan in omliggende gebieden. De komvormige venbodems bestaan uit een vrijwel waterdichte gliedelaag op de podzolbodem; zwak zuur en voedselarm regenwater wordt er verzameld en blijft langdurig beschikbaar voor het venbiotoop. In het ven kan zich zo hoogveen ontwikkelen. Een van deze vijvers heeft een drijftil. Om dit natuurlijke proces te herstellen en te stimuleren zijn in 2023 in het kader van Natura 2000 rond de vennen grootschalige werken uitgevoerd. Men kapte veel Beuken, Amerikaanse eiken en thuja's en verwijderde de strooisellaag. Heidezaden werden ter plekke verspreid, inspoeling van heidehumus in de bodem zal de gliedelaag in stand houden.

## Transferium
Tussen Station Nunspeet en de snelweg A28 ligt het ‘Veluwetransferium’. Hier is naast een 30 meter hoge uitkijktoren een ruime parkeergelegenheid voor mensen die het Zandenbos willen bezoeken. Er staan diverse speeltoestellen en in de nabijheid zijn diverse horecagelegenheden. In de omgeving zijn verschillende dagcampings en speelvelden.

## Bezoekerscentrum
Het 'Bezoekerscentrum Nunspeet-Veluwe', tot 2014 'Buitencentrum Veluwe-Noord' van Staatsbosbeheer, ligt aan de rand van het dorp Nunspeet bij het Veluwetransferium  Het biedt allerlei faciliteiten voor de recreant en is deels gewijd aan de ontstaansgeschiedenis, het landschap en de verschillende soorten natuur van de Veluwe. Ook is er aandacht voor de vogels in de nabijgelegen Veluwerandmeren. Bij het centrum start een wandelroute die aansluit bij diverse andere routes in het omliggende bosgebied. Er is een rolstoelpad met een 1,7 km lang afwisselend parcours en voor kinderen is er een speciale kabouterroute. 

## Toeristenweg
In het Zandenbos ligt sinds de jaren 1960 een geasfalteerde weg, lokaal soms aangeduid als 'toeristische weg'. Er langs zijn verschillende mogelijkheden voor dagrecreatie, zoals kampeerveldjes. De Van Petersom Ramringweg en de Margaretha Boslaan vormen samen de route van zo’n acht kilometer door een afwisselend landschap. De weg voert nergens heen en dient uitsluitend voor het dagtoerisme.